# Leucorrhinia hudsonica
Leucorrhinia hudsonica – gatunek ważki z rodziny ważkowatych (Libellulidae). Występuje na terenie Ameryki Północnej.